# Blepharodes cornutus minor
Blepharodes cornutus minor es una subespecie de mantis de la familia Empusidae.

## Distribución geográfica
Se encuentra en Kenia.